# Tekenen (Escher)

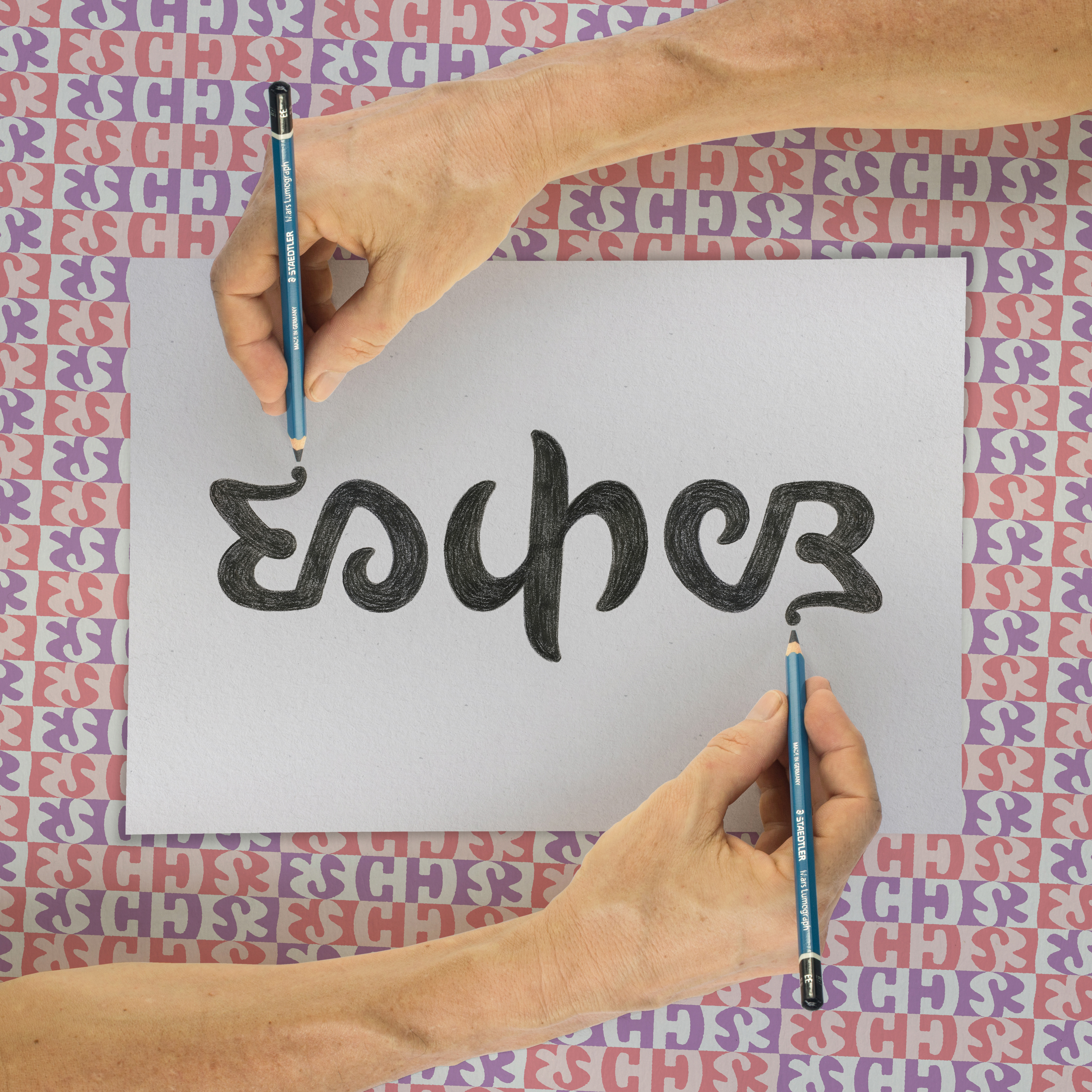
Fotomontage met een ambigram "Escher" en een omkeerbare mozaïekachtergrond.

Tekenen is een litho van de Nederlandse kunstenaar Maurits Cornelis Escher, voor het eerst gedrukt in januari 1948. Het toont een vel papier waaruit twee handen omhoog komen, die elkaar op paradoxale wijze doen ontstaan. Dit is een van de duidelijkste voorbeelden van Eschers veelvuldige gebruik van de paradox.
Er wordt naar verwezen in het boek Gödel, Escher, Bach van Douglas Hofstadter, die het een voorbeeld van een vreemde lus noemt. Het wordt gebruikt in Structure and Interpretation of Computer Programs door Harold Abelson en Gerald Jay Sussman als een allegorie in de informatica voor de eval- en apply-functies van interpreters van programmeertalen, die elkaar voeden.
Kunstenaars hebben op verschillende manieren vaak naar Tekenen verwezen en het gekopieerd. In de technologiecultuur tekenen of bouwen robothanden elkaar, of een menselijke hand en robothand tekenen elkaar.